# かけ算の順序問題
かけ算の順序問題（かけざんのじゅんじょもんだい）とは、算数の文章題など、掛け算の式を立てる問題で、被乗数と乗数を想定と逆にして式を立てることを誤りとする採点方針の是非をめぐる論争である。「かけ算の順序強制問題」「かけ算の式の正しい順序」「かけ算の順番」などとも言われている。

## 概要
想定解答となる式(等号左)と答(等号右)の組み合わせが"A x B = C(A,B,C は具体的な非負整数)"となる文章題に対し､"B x A = C"としたとき少なくとも式は不正解となる採点基準が取られていることが日本の小学校などで確認されている。この当否が本項にあたる。日本の学習指導要領解説では、かけ算の順序概念は一定の明確さで存在を規定され 、文科省担当者も自然な順序の存在性と学習の意義について肯定的立場を明言している。同省担当者は一方で順序概念に基づく不正解判定について、実施の有無は裁量の問題とする見解を示している。これより過去の典拠で文部科学省による学習指導要領および指導要領解説では順序は規定されていないとしたものもある。
少なくとも日本における順序は「(1つぶんの数)×(いくつ分)」のように定められる。日本の小学生向け教科書、学習参考書に例示されている式はこの順序にほぼ統一されている。これに従い逆の順序に書かれた式を不正解とみなす記述は、各社の教科書指導書および一部の教科書・学習参考書に見られる。
日本では、1972年に朝日新聞で報道されて以来、この問題は数学者らにたびたび取り上げられてきた。
例えば、1つぶんの数×いくつ分で求まるかけ算の文章問題では、「6人のこどもに、1人4こずつみかんをあたえたい。みかんはいくつあればよいでしょうか。」という設問に対する、「（しき）6 × 4 = 24（こたえ）24 個」という解答を不正解にすべきかどうかが問題となった。日本の小学校において、1つぶんの数×いくつ分の順序で書かれている式のみを正解とする採点方針が散見され、式を不正解とし答えを正解とすることが見られていた。このような事例に対して、交換法則が成り立つからどちらの順序でもよい、トランプ配りのように1こずつ渡した子は6をひとつ分（1巡分）と考えることもできるなどの批判が集中した。古くは高木貞治などの書いた教科書でも実質的に「1つぶんの数×いくつ分」と同じしかたで掛け算を「定義」している。

## 歴史的経緯
文部省は1951年, 小学校学習指導要領算数科編(試案)昭和26年(1951)改訂版において
と記述したが、正式な学習指導要領および学習指導要領解説にはこのような記述がなされることはなかった。
1951年4月16日に数学者の遠山啓らを中心に数学教育協議会（数教協）が結成された。数教協は、かけ算を4 × 6 = 4 + 4 + 4 + 4 + 4 + 4 のように累加として導入するのはよくないと主張した。累加では4 × 1/3のような分数のかけ算が出てきたときに説明が難しくなるからである。
教育現場においては「かけ算は
1あたり量 × いくつ分
と立式するべきである」と唱えた教師もおり、「『三羽のウサギに耳はいくつあるでしょうか』というときに、『３×２』という式を立てると、『三本耳の兎が二羽いる』ことになってしまうでしょう？」などとして、遠山啓および数教協と対立した。
1972年1月26日の朝日新聞によると、大阪府の小学校で「6人に4個ずつミカンを配る」という問題が出題されたが、「6 × 4 = 24 こたえ24こ」という答案の答にマルがつけられ、式にバツがつけられて「4 × 6」が正しいと指導されたという。これに異議をとなえ文部省に質問状を送る親も現れ、かけ算の順序の「正解」をめぐって論争が起こった。
1972年、遠山啓は、『科学朝日』1972年5月号で、4 × 6だけを正解とすることについては否定的な見解を示した。その理由は「6人に1個ずつミカンを配ることを4回繰り返すと、6個ずつのまとまりが4つあると考えられるから」というものである。
1977年、数学者の森毅は、『科学朝日』に『数の現象学』を連載し、5月号に「次元を異にする3種の乗法」として出版した中で、「大学入試などでは、『1人に1個ずつ配ると6人に対しては6個必要になる。1人当たり4個にするためには、それを4回繰り返さなければならない』というように書かなければ大減点される。6人を6個／回に、4個／人を4回に転換するところを書かないと、それぞれ1割程度減点、わざわざ間接的にマワリミチしたことで1割ぐらい減点。」「日本は『4の6倍』式に4 × 6と書くが、ヨーロッパでは『6倍の4』式に6 × 4と書く、日本のほうが合理的」と主張した。
1984年、数学者の矢野健太郎は、『おかしなおかしな数学者たち』を出版した。この本で遠山啓についての項で、名古屋のラジオ局から、名古屋の小学校で「ミカンを4つずつ6人の人に配りたいと思う。ミカンは全部でいくつあればよいか」という問題に6 × 4 = 24と答えた子どもがいて、教師はこれを0点にしたということを聞かされ、意見を求められたのに対してどちらでも良いと答えたことを記している。矢野は理由付けを1時間ほどかけて考えたが、一週間後に遠山啓に話したところ、遠山啓はそう言うように考える子がときどきあることおよび、カード式配りとよんでいてもともと知っていたというエピソードを述べている。
1993年、数学者の伊藤武広、萩上紘一、原田実は、小学生に算数を教える教師に整数環Zの代数的構造などの数学的素養が必要であるとする論文を出版した。そのきっかけは、筆者らのうち一人の長男が2年生の時、「3枚の皿にりんごが2個ずつのっている時全部でりんごが何個あるか」という問題に対して「3 × 2 = 6」と解答したところ担任教師が「答えの6は正しいけれども，式は3 × 2ではなく 2 × 3でなければならない」と指導したことである。その後の問答で、教師は「リンゴが2個ずつのっている皿が3枚あるから2個+2個+2個即ち2個 × 3 = 6個である。2+2+2は2の3倍即ち2 × 3であって3の2倍即ち3 × 2ではないこれを同数累加という。」「2(リンゴの数)が被乗数,3(皿の枚数)が乗数でそれぞれちがう意味を持っている(立場が違う)から2 × 3と 3 × 2は同じではない 」などの主張をしたことが報告されている。
1994年、心理学者の守一雄は伊藤武広ら(1993)の論文について、なぜ環と加群の知識が必要な素養なのか示されていないと批判する論文を出版した。このなかで、守一雄は教師の対応は十分だったと評価している。
2001年7月24日教育課程部会（第2回）にて数学者の上野健爾（京都大学理学研究科教授）は
と述べた。
2007年、数学者の岩永恭雄は伊藤武広ら(1993)と守一雄(1994)の論文を再検討する論文を発表した。岩永は教師の誤りと断じるとともに、その原因を考察し、教科書および指導書の記述が不適切であることを指摘した。

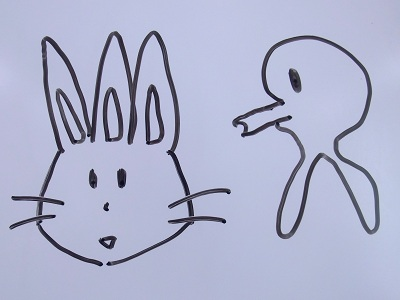

2008年、京都大学の田中耕治は、作問法によるパフォーマンス評価の出題例として「4×8＝32となるようなお話をつくってください」を挙げ、採点基準の一つに、「乗数と被乗数の意味が区別されているか（とくに正比例型では「4」は「一あたり量」，「8」は「いくつ分」と区別されているか）」を示した。ここで正比例型は「一あたり量×いくつ分＝全体量」で表される。
2011年1月15日 朝日新聞 夕刊 「花まる先生公開授業」では、「3 × 2だと3本耳のウサギが2羽いることになる。」「2 × 8だと2本足のタコが8ひきいることになる。」という授業を肯定的にとりあげた。
2011年5月26日、算数教育史家の高橋誠は『かけ算には順序があるのか』を著し、「指導書は「式」と「計算」を区別して扱っており、「計算」では交換法則が成り立つが「式」には順序に意味があるので勝手に順序を変えることはできないとしている」と指摘した。また、このような指導に対しては以下のような批判がなされていると指摘した。
高橋は、小学校の算数教育に浸透しつつある、かけ算の式には順序が存在するという指導法に警鐘を鳴らしている。本来「正しい」式の順序とはかけ算を教える上での単なる道具だったはずなのに、教師たちは「数学的にも算数的にも」根拠があると信じ始めているようにみえるからである。
2012年12月25日、数学者、小林道正は『数とは何か』が発行された。小林道正は本書で (1あたり量)×(いくつ分)=(全体量)、(いくつ分)×(1あたり量)=(全体量) いずれでも良いことを明示的に述べる (p.44) とともに、特定の順序で書かなくてはならないと思っているひとが多いことについて困ったことであると評価した (p. 46)。
2014年、青山学院大学教授の数学教育学者坪田耕三は、九九の三の段の学習において、「（一つ分）×（いくつ分）＝（全体）の式の意味を確認していきたい。」としたのち、「チューリップがたくさんありました。子どもが7人います。そこで，このチューリップを3本ずつくばったら，ちょうどなくなりました。チューリップは何本あったのでしょう。」という文章題では、式の約束にそって「3×7」と書くことを確認するよう主張した。
2014年、志村五郎は、『数学をいかに教えるか』のなかで掛け算の順序の章に4ページをさき、「結局どちらでもよいのにどちらが正しいかを考えさせるのは余計なあるいは無駄なことを考えさせているわけである」と指摘し、そんなことはやめるべきであると論じた。

## 日本におけるかけ算の順序指導の現状

### 学習指導要領・学習指導要領解説の記述
学習指導要領では、乗法の記号「×」は乗法の意味などとともに第2学年で学習することとなっている。
小学校学習指導要領解説算数編では『被乗数と乗数の順序は，「一つ分の大きさの幾つ分かに当たる大きさを求める」という日常生活などの問題の場面を式で表現する場合に大切にすべきことである』と記載されている。立式において順序が大切であるとしつつも、どちらの順序で指導すべきかは記載されていない。ただし、掛け算の表す順序が日本と逆の言語圏があることを述べており、日本において乗算が一般に（一つ分の大きさ）×（幾つ分）であることを認めている。また、「１皿に５個ずつ入ったみかんの４皿分の個数」の例では、5 + 5 + 5 + 5 だけでなく、不自然としつつも 4 + 4 + 4 + 4 + 4 と捉えることが可能であるとしている。しかしやはり、そこから乗算を組み立てる際は乗算の持つ順序のある意味に基づいている。
同解説では、2つの順序のうち一方だけを例示しているところが散見される。例えば、「乗数が1増えれば積は被乗数分だけ増えること」を活用して、4 × 9 = 36 から、4 × 10 = 40（36より4だけ増える）などを求めているが、 5 × 9 = 45 を求める事例は書かれていない。このほか、乗法の式から場面や問題をつくる活動において、3 × 4の式に対し、「プリンが3個ずつ入ったパックが4パックあります。プリンは全部で幾つありますか。」という問題を例示している。「プリンが4個ずつ入ったパックが3パックあります。プリンは全部で幾つありますか。」というような問題をつくる子どもへの指導については、規定されていない。
第3学年では除法が導入されるが、その際に除法の「意味」には「等分除と包含除」（#等分除と包含除を参照）があるとして、それと乗法を、包含除は 3 × □ = 12 、等分除は □ × 3 = 12 である、などと関連付けさせている。
高学年では小数の乗法を学習するが、第4学年では乗数が整数である場合に限られる。 0.1 × 3 ならば、 0.1 + 0.1 + 0.1 の意味である。第5学年では乗数が小数となる乗法を学習し、「1 mの長さが80円の布を2.5 m買ったときの代金」は、 80 × 2.5 で表される。小学校学習指導要領解説算数編では、少数に拡張された乗法の意味は 基準にする大きさ × 割合 とされており、これは、低学年での整数の掛け算に由来するという。
言葉の式についても、「1 mの重さ × 棒の長さ = 棒の重さ」「（単価）×（個数）=（代金）」と一貫している。なお中学校学習指導要領解説数学編では、いくつかの言葉の式と並んで「（値段）=（単価）×（個数）」が記されている。
場面に対応するかけ算の式は、常に一つというわけではない。小学校第2学年では、「12個のおはじきを工夫して並べる」という活動において、次のようにおはじきを並べ、複数の式を記載している。ただしこれは、場面によっては「一つ分」の捉え方が複数あるというだけで、(一つ分)×(幾つ分)と(幾つ分)×(一つ分)の両順序で立式しているわけではないことに注意。
学習指導要領は「教育課程の標準」「各教科で教える内容」を定めたものであり、例示として片方の順序を示しているところはあっても、その片方の順序でのみ式を書くことを要請する文は存在せず、他方の順序を不正解とすることもない。学習指導要領・学習指導要領解説に基づき教材や授業、テストとして具体化されていく中で、特定の順序が選択される。そのとき、逆の順序に書かれた式を正解とするか不正解とするかは様々である。
文部科学省初等中等教育局教育課程課は中日新聞の取材に答えて「かけ算の意味を理解させるよう定めているが、順序については国が定めるものではない」と述べるとともに、指導要領解説の「10 × 4は、10が四つあることから、40になる」を根拠に「順序に意味がある」とする解釈については「深く考えすぎだと思う」と否定している。

### 教科書・教科書指導書の記述
2011年現在発行されているすべての教科書指導書に掛け算の順序を教えるようにとの記載がある。これは教科書とは異なり教科書指導書には検定がない事も影響しているものと思われる。
また一部教科書にも掛け算の順序に関する記載があるので、文部科学省は「少なくとも教育のある段階では、掛け算の順序を守らせる教育を是認している」事になる。
日本の学校教育では、小学校2年生の算数でかけ算の導入が行なわれる。小学校2年生の算数教科書では、
1つぶんの数 × いくつ分 = ぜんぶの数
として、かけ算の導入がなされる。

(この節の説明では、フォントの都合上、xと×の見分けがつきにくい部分があるのでxをm、yをnに置き換える。)
例えば、
という問題の正解は「m × 8 = n」と教科書に示されている。
この教科書の指導書では、
と説明されている。ただし、これは日本語の構文に従って式を作った場合である。英語の場合、四則を表現する構文に一貫性がなく、かけ算記号をtimes読みするか、multiplied by読みするかによっても、英語構文と式表記の順序関係は変わる。日本語構文と式の対応、相互翻訳関係は、英語による学術研究に従事する数学者にとっての代数学「体」上の二項演算としてのかけ算記号理解とは次元の異なる話題となる。
例えば、日本語の構文と式との相互翻訳関係では、
という問題がある。文章通りの立式となる（う）を正答、(え）は準正答という扱いが分かれる通例となる。この問題は、学年、学校段階に応じても評価がかわりうる問題であるが、啓林館教科書指導書の場合、小学6年に至るまで順序逆の式は文に合わないとしている。その立場からすれば、わり算を逆数の乗法と同一視して以降の中学校段階以前は、文に合わないと評価されることになる。特に小学校教師が利用する算数テスト問題集は、通常、解答欄が「式」と「答」に分かれる。構文通り読み取り立式できるかを評価する目的で採点する教師は、異なる式を立式した児童は、答が正しくても「式」が正しくないので不正解と評価する場合がある。
中日新聞の取材に対して、東京書籍は、文章題の意味を理解しているかを判別する手がかりとして式の順序を見るといい、また、指導要領解説に「10 × 4は、10が四つあることから、40になる」といった記述があることを根拠に「順序に意味がある」と主張した。

### 児童の理解
伊藤宏の報告によると、
「ここに4まいのふくろがあります。かずや君が，1まいのふくろにりんごを3こずつ入れました。りんごは，ぜんぶでなんこありますか」
という設問に対して、小学3年生34名中、8人が3 × 4, 1人が3+3+3+3, 21人が4 × 3と答え、その他の解答が4人だった。
また、絵をかかせたところ
という結果を得た。ここで、4 × 3は誤答とみなされている。
また、一旦、絵にもとづいて式と答えを書くことができるようになった児童が、かけ算の順序を指導された後、文章題が解けないと言い出し、式を書くのを躊躇するようになった例が報告されている。

### 「正しい順序」を書かせるための指導
児童に「正しい」順序で式を書かせるのは難しいことであり、そのために、いろいろな方法が開発実践されている。

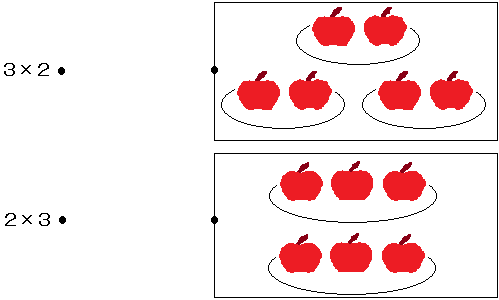
式とあう絵を選んで線で結びなさい…

たとえば、田中博史は文章と絵を線で結ぶことと絵と式を線で結ぶことを練習するドリルを開発した。このドリルでは、たとえば、「3 × 2」と「3個のさらに2個ずつリンゴがのっている絵」を結ぶと誤答であるということになる。
ほかに
「3 × 2は3本耳のウサギが2羽、2 × 8は2本足のタコが8匹いるという意味になります。」などと指導を行なう。
絵を描かせて、絵のなかでひとかたまりになっているものを「1つぶんの数」にするように指示する。
「サンドイッチの法則」という特殊な規約を遵守するように指示する。
といった「正しい順序」指導が展開される。
たとえば「3人に4個ずつミカン」の場合、絵を描かせると、各自が4個ずつミカンを持っていて、絵のなかでミカン4個がひとかたまりになっているので、4を「1つぶんの数」として、4 × 3と「立式」しなければならない。
「100円のノートを8冊」の場合だと、単位（助数詞）に注目して 円 × 冊 = 円 のようにサンドイッチの形にするのが正しく、100 × 8 = 800 が正解とされる。このような「立式」のしかたをサンドイッチの法則とよぶ。

## 「かけ算の正しい順序」に対する批判

### 交換法則を満たすので、どの順序で書いても不正解にすべきでない

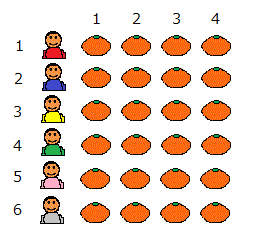
表形式（アレイ図）に並べたみかん

「6人のこどもに、1人4こずつみかんをあたえたい」というかけ算の問題において、交換法則から6×4は4×6は同じ値になるため、不正解にすべきでないという主張がある。
このかけ算の問題には交換法則が適用できる。理由の１つは、この問題を解こうとしたときにイメージをするために表形式（アレイ図）に並べて描いた場合、縦から始める式（6×4）も横から始める式（4×6）も図から読み取れ、この縦と横の対等性は交換法則の前提であるからである。

### １つぶんの数を決めつけるのはよくない

4つずつ配るか 6つずつ配るかによって１つぶんの数が変わる。

「6人のこどもに、1人4こずつみかんをあたえたい」というかけ算の問題において、「1つぶんの数」が1人に配る4こであるとは限らない。
トランプ配りのように6人に1こずつみかんを配る場合、1巡で配る6こを「1つぶんの数」と考えてもおかしくない。 それを 4巡するという式「6×4=24」は、1つぶんの数 × いくつ分 = ぜんぶの数という数学的思考に基づいたかけ算になる。
数学者である遠山の議論に準ずれば、出題者が恣意的に想定する「1つぶんの数」は、数学上の思考表記に対する阻害要因ともなりうることから、解答の正不正に影響すべきではないという議論となる。

### 順序では文章題の意味を理解しているかを判別できない
かけ算の順序で「読み取り」が正しくできているかあるいは「文章題の意味を理解しているか」を判定するという考え方は不合理である。
伊藤宏の報告のように絵を描かせた場合、絵を見ることによって児童が正しく問題文を読み取っているか判断できる。その結果、小学3年生において、順序の読み取りが適切にできていても問題に登場した順に書く児童のほうが多いし、「正しい順序」でない式を書いた児童でも適切に読み取りができていることが報告されている。
また、円 × 冊 = 円 のようにサンドイッチの形にするのが正しいなどと指導すれば、数値と単位（助数詞）を見れば機械的に「正しい立式」ができてしまうことになる。問題文を正しく読み取らせるという当初の目的に逆行するものである。
このように、かけ算の順序で「読み取り」が正しくできているか判定するという考え方は不合理であり、説得力をもたない。

### テストは教育の一手段であり、不正解にして終わらせるべきではない
一見正解と異なる解答を挙げて討議させれば、なぜ誤りかを知ることや、正しい考え方をいろいろ知ることができ、教育の1つの手段になるので、かけ算の順序が異なっていても正解の可能性があるテストは、すぐに不正解にして終わらせるべきではないという主張である。
この主張では、正解かどうかは討議の後で明らかになるのだが、討議に入るまでの採点方法や、正しく理解しているかどうかを調べる目的のテストの扱いについては言及されていない（テストは点を取ることが目的ではないことは言及されている） 。学齢、学校段階に応じて、何に典拠してかけ算の意味を解するべきかは議論されていない。

### 多面的にものを見る力や論理的に考える力を育てることに悪影響
必ずしも「1つぶんの数 × いくつ分 = ぜんぶの数」というパターンにあてはめて考えなければならないわけではない。
「3人にそれぞれ4個ずつミカンを配った。ミカンは全部で何個か」という問題は、長方形の形に並べて置いてあるミカンの数を求める問題と同じものであるとみなせる。このように考えた場合、「3 × 4」「4 × 3」いずれも正しいことは自明である。また、かけ算の式を「1つぶんの数 × いくつ分 = ぜんぶの数」ではなく「いくつ分 × 1つぶんの数 = ぜんぶの数」と解釈することもできる。
「3 × 2 で3本耳のウサギが2羽、2 × 8 で2本足のタコが8匹という意味になります。」という解釈は不適切である。

## 「かけ算の正しい順序」を推進・擁護する主張

### 「1つ分の数」×「いくつ分」の順序で書く約束になっている
かけ算の式は「1つ分の数」×「いくつ分」であると教えているからその順序に書く約束になっているので、×の左右の数が逆になった式は意味が異なり、不正解であるという主張である。

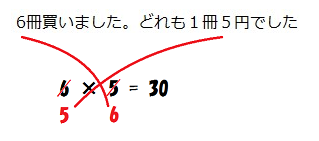
かけ算の数字と文章に表れる数字をあえて逆にした問題文

「1つ分の数」×「いくつ分」の順序で書く約束があれば、1つ分の数といくつ分がそれぞれ正しく読み取れているかどうかを、問題文と式の順序をあえて逆にした問題によって確認できる。
田中博史は、式を「1つ分の数」×「いくつ分」の順序で書き、逆の順序の式は意味が異なることを明確にした、九九カルタ という算数教材を開発した。
順序用語の必要は、別に話題となる包含除、等分除という、わり算文章題構文との関係においても必須となる。
「1つ分の数」×「いくつ分」の順序で書く約束があるという構文擁護派の主張は、明治期にその訳語が定まって以来、現在に至るまで、根強い。 1951年 小学校学習指導要領算数科編(試案)、数学教育協議会、1972年 大阪府の小学校、1977年 森毅、1993年 伊藤武広、萩上紘一、原田実、2008年 田中耕治、2011年 守屋誠司、田中博史、2014年 坪田耕三。 詳しくは『#かけ算の順序問題の経緯』の章を参照のこと。

### 「1つ分の数」×「いくつ分」の順序で書く方が合理的である
乗算 における被乗数の定義は掛けられる方の数（1つ分の数）、乗数の定義は掛ける方の数（いくつ分）である。日本語の場合、「1つ分の数」×「いくつ分」とすると、日本語構文に沿う表現と解釈できる。事象を表す自然言語による構文との対応で立式の根拠を定める限り、何語表現からの式への翻訳であるのか、その事情は異なることになる。
特に、西欧数学が数学言語として普遍化した現在、旧欧米植民地から独立した国々が多数の現状において、インド・ヨーロッパ語族文法に準拠し、かけ算は「いくつ分」×「1つ分の数」のように乗数を前に書くと教科書上、決めている国も多い。例えば、諸島国家インドネシアの場合、多数の異言語がある中、諸島間で用いられた共通商用語バハサ・インドネシアを国家統合語として採用した。全国民人口６割が使用するJava語では日本同様に乗数を後ろにした方が合理的ながらも、Java語からすれば語順の変わるバハサインドネシアが教育用語と規定され、結果「いくつ分」×「1つ分の数」と教える国もある。6割のJava語家庭環境の子どもも、バハサ・インドネシア語順序で、かけ算を解することを学んでいる。その諸島インドネシアを一つのまとまりに統治したのは、旧宗主国はオランダであり、周辺国の旧宗主国は英国、フランス、スペイン、米国などである。

英文式は操作と被操作の順序が加算減算のときと異なる

日本語の場合、乗数を右に書くと、四則演算のすべてが 操作される数、操作する数 の順に統一でき合理的である。倍数詞が独立して存在する西欧では「6×」の書き方も普及しているが、2を引くひき算は「−2」のように書き、演算によって数字と記号の位置関係が逆である。
電卓で4を6倍する場合、4、×、6、＝ の順に押しても、6、×、4、＝ の順に押しても正しい計算結果は表示されるが、6倍した後に更に2倍する場合、続けて ×、2、＝ の順に押すしかない。 逆ポーランド記法で行う一部の電卓（HP-15Cなど）では、4、Enter、6、× の順に押した後、2、× の順に押すことができるが、四則演算すべてが逆ポーランド記法になるため、更に3を引く場合、3、－ の順に押さなければならない。 四則演算のうちかけ算だけ押す順序が変わる電卓は存在しない。
数学言語としてのプログラミング言語は、被乗数と乗数の順序にこだわりはない。 変数aを6倍した値を表す式は、a * 6 でも 6 * a でも記述できる。 変数 a は数値だけでなく文字列にできる言語（Pythonなど）もあり、たとえば "W"*3 や 3*"W" の評価結果は "WWW" になる。World Wide Web Consortiumの略称であるW3C乗数が右にある。Rubyは 3*"W" と書けないが、これは文字列のクラスに * 演算のメソッドがあり、数値のクラスに文字列の引数を持つ * 演算のメソッドがないためである。 クラス（オブジェクト）を被乗数、メソッドを乗数と見た場合、被乗数→乗数の順序があると見ることもできる。 変数 a を6倍する（その結果をまた変数 a に戻す）式は、a *= 6 のように乗数を右に記述することになる。
なお、CPU等の内部演算処理（機械語やアセンブリ言語）では被乗数と乗数の順序が明確に区別される。両者を意識して乗算命令を発行しないとプログラマーの意図と異なるバグや無駄な処理の増加につながる。

### その他の推進・擁護する主張

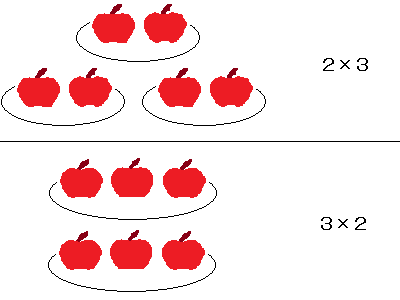
兵庫教育大学大学院教授 加藤明 ： 児童にかけ算をどのような場面に使うのかを理解させるためには、かけ算の順序に意味があるとすべき。

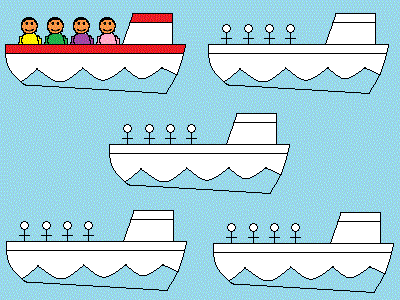
筑波大学附属小学校算数研究部・共愛学園大学前橋国際大学講師 田中博史 ： 絵を描くことに飽きてきた子どもは、大人に指示されなくても簡略化した図を描くようになる。これは良いが、かけ算の順序をまもらないのは認められない。

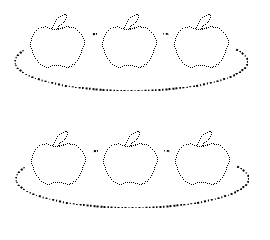
「なぞって絵を描きましょう」

また、「かけ算の順序が逆になっているのは、かけ算の意味を理解していないからであり、かけ算の意味を理解していないと、わり算を理解できない。」などとして、「かけ算の正しい順序」の正しさを主張したりする。これは、以下のような論法である。
1. ただ単に「わり算はかけ算の逆算だ」と指導するだけでは、じゅうぶんな理解を得られない。
2. なぜならば、わり算には、「12個のミカンを3人で分けると、1人何個もらえるか」（等分除）というパターンと「12個のミカンを3個ずつ分けると、ミカンをもらえるのは何人か」（包含除）というパターンがある。
3. 同じわり算とよばれているものなのに出題パターンが2つあるので、ただ単に「わり算はかけ算の逆算だ」と指導するだけでは、じゅうぶんな理解を得られない。
4. それゆえ、かけ算の学習のときに、何個でひとかたまりになっているか・かたまりがいくつあるかを意識して、問題文の読み取りをさせる必要がある。

このように、「かけ算の順序に意味をもたせることによって、読み取りが正しくできているか判断できる。」という考えにもとづいて、「問題文の読み取りをしてから立式するように指導しないとただ計算ができるだけで応用問題に対応できなくなる。」「わり算を理解できなくなる。」などという主張がなされ、かけ算の順序にこだわった指導が展開されている。
前国学院大学栃木短期大学の正木孝昌は、問題の答えを求めるには，どちらの順序でもどちらでもいいにもかかわらず、「式には，その情景を表現するという機能がある。その機能を大切にするためには」特定の順序で書かなければならないと主張した。
筑波大学附属小学校算数研究部の中心メンバーの田中博史は、意味づけのためにかけ算の式の数値に順序性を求めるのが当たり前だという考えを示した。また、割り算の初期指導まで等分除、包含除の理解の際に順序が決まっているほうが児童にもわかりやすいと主張した。
さらに、田中博史は、
と述べ、文章題の内容を正しく絵に描ければ読み取りができていると判断できるが、それだけでは不十分で「かけ算の正しい順序」をまもらないのは間違いであるとした。その理由として、「算数の式は外国語と一緒で、子どもにとっては新しい言葉ですから、教えなければいけません。」と述べ、「文章題の内容を式に翻訳する」という考え方を支持した。
そのうえで、「抽象化」については、以下のような見解を示した。
絵を描くことに飽きてきた子どもは、大人に指示されなくても、文章題の内容を表わす簡略化した図を描くようになり、抽象化して考えるようになるという。しかし、
として、かけ算の式には具体的な状況を表わす意味があるので正しい順序があるという考えを示し、正しい順序に従わない子どもは治療しなければならないと主張した。
ディポール大学教育学部の高橋昭彦は、かけ算の式において特定の順序のみが正しいという考えを前提に、どちらでもよいと考える先生・学生が多いアメリカの教育レベルを低く評価する考えを示した。

## 等分除と包含除
かけ算の順序問題と関連し、除法について初等的な教育手法として、（整数の）除法の「意味」として等分除と包含除の2種類に分類し導入をはかる、というものがある。ある量が「基準となる量」の「幾つ分」に除されるかを考えるとき、「基準となる量」を求めるのが等分除、「幾つ分」になるかを求めるのが包含除である。
等分除と包含除について東京書籍算数教科書の著者の1人、加藤明（兵庫教育大学大学院教授）は、
として、
と述べている。なお、ここで「式の意味」なる語が出てくるが、『「3×4」の意味は「3個の集まり」が「4つ分」あること』といったような「式の意味」の定義（「立式」といった、やはりその世界のみの用語が使われる）は、日本の一部の初等教育の世界にだけ存在する「定義」である（かけ算の順序問題）。

## 海外でのかけ算の導入
中国では、かけ算の導入時から、因子 × 因子 = 積と、左右が対等な形で教え、両方の順序を示している。
アメリカでは、「一般的に指導されているかけ算の意味は、（いくつ分）×（ひとつ分） = （全部の数）であり、日本のそれとは順序が逆である」とされる。しかし、数学教育において、式の順序は重視されていないようである。